# Suksükölés, szukszükölés és csukcsükölés
A suksükölés, a szukszükölés és a csukcsükölés a sztenderd nyelvhasználattól eltérő jelenségek a magyar nyelvben, amelyeket rendszerint nyelvhelyességi hibának tartanak.

## Mibenléte
Arra utal, amikor a ‑t végű igék határozott (más szóval tárgyas) ragozásának kijelentő módját a felszólító módnak megfelelő alakokkal képezzük a nem -t végű igékkel azonos módon. A felcserélt alak rendszerint az egyes szám 3. személyben vagy a többes szám bármelyik személyében merül fel.
Az ‑st végű és a magánhangzó + t végű igék ilyen ragozását nevezzük suksükölésnek (pl. kifest ~ *kifessük, a standard nyelvhasználatban kifestjük), az ‑szt végűekét szukszükölésnek (pl. elfogyaszt ~ *elfogyasszuk, a standard nyelvhasználatban elfogyasztjuk), az egyéb mássalhangzó + t végűekét, valamint az ‑ít végűekét pedig csukcsükölésnek (megért ~ *megértsük, a standard nyelvhasználatban megértjük).
Ugyanúgy előfordulhat a suksükölés a ‑hat/‑het vagy az ‑at/‑et, ‑tat/‑tet képzővel alkotott igéknél is: kijelentő módban *megcsinálhassa helyett megcsinálhatja, *megcsináltassa helyett megcsináltatja, *megírassa helyett megíratja a javasolt alak.
Ez a jelenség meglehetősen elterjedt a mai magyarban. A suksükölés közismertségénél fogva valamivel ritkább (legalábbis többes szám első személyben, ahol konkrétan ez a rag szerepel), a szukszükölés és a csukcsükölés azonban továbbra is közkeletű.

## A köznyelvi beszélők téves ítélete
A jelenség lényege tehát nem más, mint hogy a ‑t végű igéknek a standard nyelvhasználatban meglévő kivételes kijelentő módja eltűnik, egybeolvad a felszólító móddal. Erre azonban nem mondhatjuk, hogy a kettő összemosódna, tehát csorbulna a nyelv kifejezőképessége, mivel a nem ‑t végű igéknél a köznyelv sem tesz különbséget. Jól megfigyelhető ez például az írjuk szónál, amely egyszerre felel meg a látjuk és a lássuk alakoknak, amint az alábbi mondat két változatában is látható:
- Kifessük a szobát, aztán megírjuk a számlát. (suksükölés)
- Kifestjük a szobát, aztán megírjuk a számlát. (köznyelv)

## Az ellensuksük
A suksüköléstől és hasonlóktól való túlzott félelemből ered ezek eltévesztése, túljavítása (hiperkorrekció), például „Attól félt, nehogy kifestjük a szobáját”, „Kifestjük a szobáját?” (javaslatként), „Halasztjuk el a megbeszélést!” A fentebb hibásként jelölt alakok ugyanis tökéletesen helyesek abban az esetben, ha felszólító módú alakban fordulnak elő, így a fenti példákban is ez a javasolt alak: …nehogy kifessük a szobáját – Kifessük a szobáját? (javaslatként) – Halasszuk el a megbeszélést! Ezek az alakok tehát ebben a formában helyesek.

## Példák
| Igevégződés    | Példaige | Kijelentő módú alak | Kijelentő módú alak   | Kijelentő módú alak | Felszólító módú alakok   | Felszólító módú alakok  |
| Igevégződés    | Példaige | Nemstandard         | Nemstandard           | Standard            | ige + igekötő            | igekötő + ige (kötőmód) |
| Igevégződés    | Példaige | Nemstandard         | Nemstandard           | Standard            | (egyaránt helyes!)       | (egyaránt helyes!)      |
| -------------- | -------- | ------------------- | --------------------- | ------------------- | ------------------------ | ----------------------- |
| ‑st            | kifest   | *kifessem           | S U K S Ü K Ö L É S   | kifestem            | fessem ki                | kifessem                |
| ‑st            | kifest   | *kifessed           | S U K S Ü K Ö L É S   | kifested            | fessed ki/ fesd ki       | kifessed/ kifesd        |
| ‑st            | kifest   | *kifesse            | S U K S Ü K Ö L É S   | kifesti             | fesse ki                 | kifesse                 |
| ‑st            | kifest   | *kifessük           | S U K S Ü K Ö L É S   | kifestjük           | fessük ki                | kifessük                |
| ‑st            | kifest   | *kifessétek         | S U K S Ü K Ö L É S   | kifestitek          | fessétek ki              | kifessétek              |
| ‑st            | kifest   | *kifessék           | S U K S Ü K Ö L É S   | kifestik            | fessék ki                | kifessék                |
| mgh. + t       | megmutat | *megmutassam        | S U K S Ü K Ö L É S   | megmutatom          | mutassam meg             | megmutassam             |
| mgh. + t       | megmutat | *megmutassad        | S U K S Ü K Ö L É S   | megmutatod          | mutassad meg/ mutasd meg | megmutassad/ megmutasd  |
| mgh. + t       | megmutat | *megmutassa         | S U K S Ü K Ö L É S   | megmutatja          | mutassa meg              | megmutassa              |
| mgh. + t       | megmutat | *megmutassuk        | S U K S Ü K Ö L É S   | megmutatjuk         | mutassuk meg             | megmutassuk             |
| mgh. + t       | megmutat | *megmutassátok      | S U K S Ü K Ö L É S   | megmutatjátok       | mutassátok meg           | megmutassátok           |
| mgh. + t       | megmutat | *megmutassák        | S U K S Ü K Ö L É S   | megmutatják         | mutassák meg             | megmutassák             |
| ‑szt           | megoszt  | *megosszam          | SZ U K SZ Ü K Ö L É S | megosztom           | osszam meg               | megosszam               |
| ‑szt           | megoszt  | *megosszad          | SZ U K SZ Ü K Ö L É S | megosztod           | osszad meg/ oszd meg     | megosszad/ megoszd      |
| ‑szt           | megoszt  | *megossza           | SZ U K SZ Ü K Ö L É S | megosztja           | ossza meg                | megossza                |
| ‑szt           | megoszt  | *megosszuk          | SZ U K SZ Ü K Ö L É S | megosztjuk          | osszuk meg               | megosszuk               |
| ‑szt           | megoszt  | *megosszátok        | SZ U K SZ Ü K Ö L É S | megosztjátok        | osszátok meg             | megosszátok             |
| ‑szt           | megoszt  | *megosszák          | SZ U K SZ Ü K Ö L É S | megosztják          | osszák meg               | megosszák               |
| egyéb msh. + t | megért   | *megértsem          | CS U K CS Ü K Ö L É S | megértem            | értsem meg               | megértsem               |
| egyéb msh. + t | megért   | *megértsed          | CS U K CS Ü K Ö L É S | megérted            | érts(e)d meg             | megérts(e)d             |
| egyéb msh. + t | megért   | *megértse           | CS U K CS Ü K Ö L É S | megérti             | értse meg                | megértse                |
| egyéb msh. + t | megért   | *megértsük          | CS U K CS Ü K Ö L É S | megértjük           | értsük meg               | megértsük               |
| egyéb msh. + t | megért   | *megértsétek        | CS U K CS Ü K Ö L É S | megértitek          | értsétek meg             | megértsétek             |
| egyéb msh. + t | megért   | *megértsék          | CS U K CS Ü K Ö L É S | megértik            | értsék meg               | megértsék               |
| ‑ít            | felépít  | *felépítsem         | CS U K CS Ü K Ö L É S | felépítem           | építsem fel              | felépítsem              |
| ‑ít            | felépít  | *felépítsed         | CS U K CS Ü K Ö L É S | felépíted           | építs(e)d fel            | felépíts(e)d            |
| ‑ít            | felépít  | *felépítse          | CS U K CS Ü K Ö L É S | felépíti            | építse fel               | felépítse               |
| ‑ít            | felépít  | *felépítsük         | CS U K CS Ü K Ö L É S | felépítjük          | építsük fel              | felépítsük              |
| ‑ít            | felépít  | *felépítsétek       | CS U K CS Ü K Ö L É S | felépítitek         | építsétek fel            | felépítsétek            |
| ‑ít            | felépít  | *felépítsék         | CS U K CS Ü K Ö L É S | felépítik           | építsék fel              | felépítsék              |

## Külső hivatkozások
- A logika – Nádasdy Ádám cikke (Magyar Narancs, 2000. október 26.)
- Engedjétek hozzám a bunkókat – Nádasdy Ádám cikke (Magyar Hírlap, 2001. december 24.)
- Hogyan jön a sör a kötőmódhoz? – Kálmán László cikke (Nyest.hu, 2010. január 20.)